# 法国爵位

带有蓝色无边帽的公爵冠冕

公爵兼法兰西贵族的冠冕及披风，中间是国王勋章的项圈

法国爵位（法語：Pairie de France）是法国贵族间一种世袭的区别。法国爵位出现于中世纪的1180年，废除于法国大革命时期的1789年，但在波旁复辟时又重新出现，此间设立的贵族院有和英国上议院相似的立宪功能。1831年10月10日，众议院以324票对26票废除了世袭贵族制，但终身贵族依旧存在，直到贵族院和爵位在二月革命后被明确废除。
法兰西贵族（法語：Pair de France）受人尊敬的头衔和地位只由法国贵族中最高贵的成员持有。因此，法国贵族与英国贵族不同，因为大部分一般的法国贵族，从男爵到公爵，都不是法兰西贵族。法兰西贵族的头衔是一种特别的荣誉，只授予一小部分公爵，伯爵和天主教会的主教。在这方面，它与西班牙大公的级别相似。

## 和
法语单词的意思相当于英文单词peerage，意为贵族爵位，法语的和英语的peer都来自于拉丁语，意为平等。这表明在君主面前，贵族和教长在荣誉方面平等（即便他们是君主的封臣），且这将君主视为，意为“平等之首”。
这两个词主要指法兰西第一帝国前后的法兰西王国的贵族和爵位，同时也可以用在一些十字军国家的贵族体系上。
一些词源学家认为法语（和英语）的baron来自拉丁语的，同时也源于拉丁语的。这种派生符合baron早期的意思，即整个贵族阶级（baron后期的意思是男爵）。

## 历史

### 君主制时期：封建时期和旧制度时期

法兰西王国的纹章

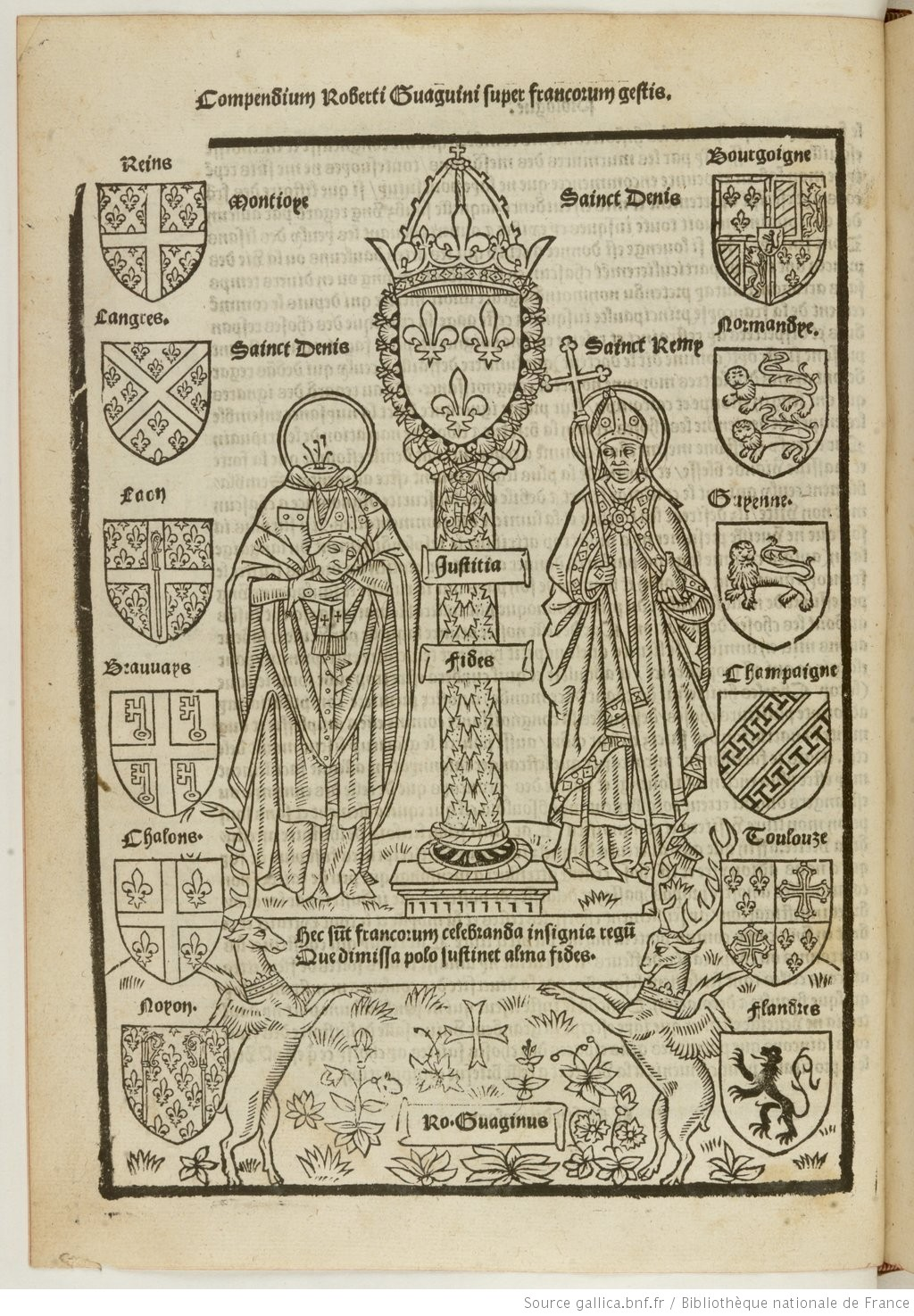
1516年法兰西十二贵族的纹章

中世纪的法国国王将爵位授予一些杰出的封臣，这些封臣有神职的也有世俗的。一些历史学家认为是路易七世设立了法国贵族的系统。
每种爵位都与一块领土的特殊管辖权相连，对于神职贵族来说是他们的主教座，而对于世俗贵族来说就是他们的领地。与领地相连的爵位连同领地一起是可转让、可继承的，这些领地常被称为（公国）或（伯国）。
传统的法兰西贵族有十二名，名单如下：
1. 兰斯大主教公爵，贵族之首
2. 拉昂主教公爵（英语：Bishop of Laon）
3. 朗格勒主教公爵
4. 博韦主教伯爵
5. 沙拉昂主教伯爵
6. 努瓦永主教伯爵（英语：Bishop of Noyon）
7. 诺曼底公爵
8. 阿基坦公爵，亦称奎恩公爵
9. 勃艮第公爵
10. 佛兰德伯爵
11. 香槟伯爵
12. 图卢兹伯爵

根据马修·帕里的说法，诺曼底公爵和阿基坦公爵位列勃艮第公爵之上。但因为这两者的领地在早期就被合并到国王的领地里，所以勃艮第公爵就成了世俗贵族之首。在他们的全盛期，诺曼底公爵毫无疑问地是法国国王最强大的封臣。
贵族的章程在1202年开始变得重要起来，因为当时法院要审判作为法王封臣的约翰王。根据由贵族审判的原则，一个想要有对约翰的司法权的法庭需要有与约翰王同等级别的封臣存在（约翰王是阿基坦和诺曼底的公爵）。虽然当时的文件没有特别指出谁出席了这次审判，但由于约翰王的审判有法兰西贵族的出席，我们就能认为阿基坦和诺曼底两个公爵爵位列法兰西贵族之中。
1216年，布瑞涅-兰伯特的艾拉德声称通过他妻子香槟的菲利帕的权利拥有了香槟伯国。 再次，因为这件事的处理需要有法兰西贵族，所以香槟伯爵也是法兰西贵族之一。而兰斯大主教，朗格勒、沙隆、博韦和努瓦永主教以及勃艮第公爵这六位贵族都在宪章里出现过。 第十位能在文件中被确定的贵族是弗兰德伯爵。1224年，约翰·德·内勒加入了对弗兰德女伯爵的抗议中，然而女伯爵的回应是她只能被一名法兰西贵族批评。还有两名贵族在这个时代的文件中的缺失可以如此解释：在其他神职贵族被提到的时候，拉昂主教才刚刚在1216年被选出来，且可能还未就任圣职；而最后一名贵族，图卢兹伯爵，是个异教徒。因此，尽管能够确认十二贵族的文件时期不同，但他们依然可能是一起受封，然后让世人知晓了他们作为法兰西贵族的身份。
这十二名贵族被称为旧贵族（pairie ancienne），而十二这个数字据说来自于法国武功歌中的查理曼十二骑士。这种说法是如此的流行，以至于在很长一段时间内，人们都认为十二贵族源于查理曼统治时期，后者被人视为一位模范国王和骑士和贵族精神的杰出典范。
十二贵族在国王加冕的祝圣仪式上有重要作用，早在1179年的仪式就能证实这点。十二贵族一起象征性地举着王冠，然后每个人又有一个特殊的、有象征意义的职责。由于多数世俗贵族的领地与王室领地合并，因此早期的加冕仪式上的法兰西贵族数从来没有达到过十二个，所以国王需要委派王族成员作为代表来出席仪式。在后来的加冕仪式上，贵族的职责便是举着国王头顶的天盖。
这种职责与选帝侯的大职位相类似。选帝侯是神圣罗马帝国中一群权高位重的人，而神圣罗马帝国则是查理曼帝国的另一个继承者。
起初的十二贵族被分为两个阶级，六名神职贵族和位处其下的六名世俗贵族。这六名世俗贵族又被分为两类，三名公爵和三名伯爵：
|      | 主教                                             | 世俗                                         |
| 公爵 | 兰斯，大主教，贵族之首，为国王施涂油礼并为之加冕 | 勃艮第，世俗贵族之首，持王冠并为为国王系腰带 |
| 公爵 | 拉昂，持圣油瓶                                   | 诺曼底，持第一面方旗                         |
| 公爵 | 朗格勒，唯一一名不在兰斯教省的主教，持节杖       | 阿基坦，或曰奎恩，持第二面方旗               |
| 伯爵 | 博韦，持王家披风                                 | 图卢兹，持马刺                               |
| 伯爵 | 沙隆，持王室戒指                                 | 佛兰德，持剑                                 |
| 伯爵 | 努瓦永，持腰带                                   | 图卢兹，持王旗                               |

1204年，诺曼底公国被并入王室领地。十三世纪的后期，又有两地被并入王室领地（图卢兹，1271年；香槟，1284年）。为了填补空缺，国王便在在1297年册封了三个新的法兰西贵族，即阿图瓦伯爵、 安茹伯爵和布列塔尼公爵。
自此，国王便开始通过君主制诰来册封法兰西贵族，规定爵位所附属的采邑以及将采邑移交给有封禄的王族的条件（比如只能是男性继承人）。1328年，所有有封禄的人都成为了贵族。
世俗法兰西贵族的人数从1297年的7人涨到1400年的26人，1505年的21人和1588年的24人。到1789年，世俗法兰西贵族的人数达到了43名，其中包括五位王族（奥尔良，孔代，波旁，昂吉安和孔蒂），英語：，羅馬化：Bourbon-Penthièvre，直译：彭提维里公爵（他是同为法兰西贵族的图卢兹伯爵的儿子）和从1572年册封的于泽公爵到1787年册封的奥比尼公爵的其他37名世俗贵族。
一个家族里能有几个法兰西贵族，这些贵族需年满25周岁。至十五世纪，册封的大部分法兰西贵族都是王子。而从十六世纪开始，新册封的法兰西贵族就大多是非王室成员了。1569年后，没有伯爵再被册封为法兰西贵族，而册封的大多是公爵（duc et pair）。有时，巴黎高等法院（Parlement de Paris）会拒绝登记册封法兰西贵族的君主制诰。
除了法国国王的加冕仪式上的特权，法兰西贵族的其他特权就大多集中在优先权上。头衔“阁下”（Monseigneur）、“大人”（Votre Grandeur）和国王对他们的称呼“我的兄弟”（mon cousin），暗示着他们出自王族，或是其他同等的家族。另外，他们还有“论坛特权”（priviligium fori）。这意味着牵扯到这些贵族及其采邑的司法程序都需要贵族法院来管辖。贵族成员也有权出席英語：，羅馬化：lit de justice，且能够在巴黎高等法院前发言，并在其中拥有领导地位。他们还享有诸如能坐着马车进入皇家城堡庭院的这类的特权。
虽然许多世俗贵族爵位渐渐消失，正如上面解释的那样，但圣职贵族的爵位却是永久的，且在法国大革命前只多册封了一个。1690年，巴黎副主教被册封为第二位大主教公爵（archevêque-duc），因为他持有头衔圣克劳公爵。
这个词有时候也指在一块法国采邑内的贵族（比如康布雷主教亲王，他拥有康布雷伯国，是该伯国内十二贵族的领主)。这些普通的贵族并不享有上面列出的那些特权。
身为传记作家的圣西蒙公爵路易·德·鲁弗鲁瓦是一名贵族特权的狂热辩护者，他既不富裕（以公爵的标准来看），在宫廷里也没什么影响力，但他的父亲位列法兰西贵族之一。路易十四试着在一些次要方面提升他那些合法私生子的地位，而圣西蒙在回忆录中花了大篇幅讲述了自己与此事的斗争。

### 第一共和国和第一帝国：革命和拿破仑时期
法兰西王国原来的爵位，连同封建贵族的头衔一起，在法国大革命的八月法令中被全部废除。
可以这么说，法国皇帝拿破仑一世恢复了旧贵族（anciennes pairies）的职能。因为他在1806年3月建立了十六个独一无二的大领地公国（duchés grand-fiefs）（主要是在政治上无关紧要的意大利未被吞并的部分），并设立了（他自己的）加冕仪式上的名誉职位。这些职位都被授予了一些位高权重的人，但没有附属的封地。
1808年，拿破仑重设了法国贵族的头衔，但他并没有建立一个与联合王国类似的贵族体系。1815年，拿破仑重回法国本土，同时设立了一个贵族院。但直到百日王朝末期，拿破仑退位时，这个贵族院都没有被组织起来。

### 贵族院

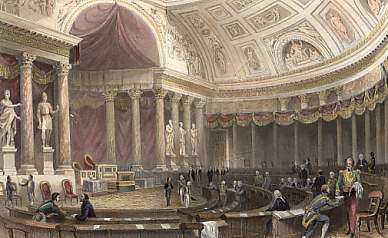
卢森堡宫的贵族院（1841年）

波旁复辟后，法国爵位在1814年宪章中被重新设立，尽管与1789年前的体系不同。 此外，法国也建立了一个新的贵族院（Chambre des Pairs）。这个贵族院类似于英国的上议院。最后，在1848年革命中，贵族院被彻底解散。

## 耶路撒冷爵位
耶路撒冷王国是唯一一个能和法国（大多数耶路撒冷骑士的来源）的和英格兰这种欧洲王国处于同等地位的十字军国家 。这个王国拥有一个以法国爵位为样本的爵位体系，且使用的语言为法语。

## 查理曼十二贵族
中世纪的法语武功歌，和法兰西素材中查理大帝及其骑士的壮举—比如罗兰之歌—皇家军队中的精英和查理大帝最亲近的谋臣被称为“十二贵族”。但这十二贵族的确切姓名却随着版本的不同而不同。在牛津版的罗兰之歌中，这十二位贵族分别是：罗兰、奥利弗、日兰、吉瑞尔、拜伦格尔、奥多、参孙、安杰利尔、艾文、艾弗利、安赛斯和杰拉德·德·鲁西利永（但在这个版本里，查理大帝最信任的谋臣纳莫斯和战士牧师杜平却不在其中，叛徒冈隆也不在）。贵族的数目被认为与十二使徒相类似。

## 十二贵族的纹章
| 兰斯大主教 | 拉昂主教 | 朗格勒主教 | 博韦主教   | 沙拉昂主教 | 努瓦永主教 |
| 诺曼底公爵 | 奎恩公爵 | 勃艮第公爵 | 佛兰德伯爵 | 香槟伯爵   | 图卢兹伯爵 |